# Pteridophyllum
A Pteridophyllum racemosum egy Japánban endemikus növényfaj, a Pteridophyllum nemzetség egyetlen faja. A nemzetség a mákfélék (Papaveraceae) Pteridophylloideae alcsaládjának egyetlen nemzetsége; az alcsalád a füstikefélékhez hasonlóan az APG II-rendszerben még a mákfélékről potenciálisan leválasztható család volt (Pteridophyllaceae), az APG III-rendszer már egyértelműen a mákfélékbe olvasztotta.